# San Carlos Corralito
San Carlos Corralito är en ort i Mexiko.   Den ligger i kommunen Pantelhó och delstaten Chiapas, i den sydöstra delen av landet, 800 km öster om huvudstaden Mexico City. San Carlos Corralito ligger 1 037 meter över havet och antalet invånare är 193.
Terrängen runt San Carlos Corralito är kuperad åt sydost, men åt nordväst är den bergig. Terrängen runt San Carlos Corralito sluttar söderut. Runt San Carlos Corralito är det ganska tätbefolkat, med 129 invånare per kvadratkilometer. Närmaste större samhälle är Yajalón, 13,8 km nordost om San Carlos Corralito. Omgivningarna runt San Carlos Corralito är en mosaik av jordbruksmark och naturlig växtlighet.